# Охотськ
Охо́тськ (рос. Охотск) — селище міського типу, центр Охотського району Хабаровського краю, Росія. Адміністративний центр та єдиний населений пункт Охотського міського поселення.

## Географія
Охотськ розташований поблизу гирла річки Охота, за 1677 км від міста Хабаровськ на березі Охотського моря.

## Історія
Заснований у 1639 році на землях ламутів (евенів) козаками-першопрохідцями. Охотськ був головним тихоокеанським портом Російської імперії аж до переходу до неї Примор'я та Приамур'я від Китаю у середині ХІХ століття. Під час Громадянської війни послідовно входив до складу РРФСР, Сибірської Республіки, Російської держави Колчака і знову РРФСР. У 1922—1923 роках місто контролювали антибільшовицькі Якутська народна армія та Сибірська добровольча дружина. У 1925 році місто знаходилося в облозі загонів Тунгуської республіки. У 1930 році — центр Охотсько-Евенського національного округу.
В 1927 році Охотськ втратив статус міста і став селищем. 1949 року Охотськ отримав статус селища міського типу. До 1956 року входив до складу Нижньоамурської області Хабаровського краю, а після її ліквідації — безпосередньо до краю.

## Населення
Населення — 4215 осіб (2010; 5738 у 2002).

## Промисловість
Морський рибний порт на березі Охотського моря, рибопереробний комбінат. У Охотськом районі ведеться промислова здобич і переробка риби. Гірничо-видобувна промисловість представлена ВАТ «Охотська гірничо-геологічна компанія», що здійснює розвідку і добування на золото-срібних родовищах Охотського району.

## Клімат
Клімат Охотська - субарктичний, але пом'якшується Тихим океаном, завдяки чому зима тепліша, ніж на аналогічних широтах у Сибіру, а літо значно холодніше. Найтеплішим місяцем є серпень. Селище розташоване у зоні вічної мерзлоти.
| Клімат Охотськ                             | Клімат Охотськ | Клімат Охотськ | Клімат Охотськ | Клімат Охотськ | Клімат Охотськ | Клімат Охотськ | Клімат Охотськ | Клімат Охотськ | Клімат Охотськ | Клімат Охотськ | Клімат Охотськ | Клімат Охотськ | Клімат Охотськ |
| Показник                                   | Січ.           | Лют.           | Бер.           | Квіт.          | Трав.          | Черв.          | Лип.           | Серп.          | Вер.           | Жовт.          | Лист.          | Груд.          | Рік            |
| Абсолютний максимум, °C                    | 5,5            | 2,0            | 6,4            | 16,0           | 26,2           | 31,3           | 31,0           | 32,1           | 24,8           | 15,7           | 6,2            | 2,8            | 32,1           |
| Середній максимум, °C                      | −16,8          | −14,2          | −6,3           | 0,4            | 6,2            | 11,4           | 15,7           | 17,1           | 12,9           | 2,7            | −9,7           | −16,4          |                |
| Середня температура, °C                    | −19,9          | −18,5          | −12,1          | −3,8           | 2,6            | 8,1            | 12,9           | 13,7           | 8,9            | −1,2           | −12,7          | −19            |                |
| Середній мінімум, °C                       | −22,7          | −22,2          | −17,8          | −8,2           | −0,2           | 5,7            | 10,6           | 10,6           | 4,9            | −4,6           | −15,3          | −21,4          |                |
| Абсолютний мінімум, °C                     | −41,3          | −45,7          | −36,9          | −29,2          | −16            | −2,6           | 1,7            | −0,1           | −6,6           | −27,5          | −37,4          | −37,7          | −45,7          |
| Середня кількість сонячних годин на місяць | 86             | 147            | 241            | 230            | 195            | 200            | 179            | 182            | 172            | 157            | 107            | 54             | 1950           |
| Норма опадів, мм                           | 15             | 7              | 16             | 24             | 40             | 55             | 85             | 94             | 92             | 66             | 32             | 14             |                |
| Днів з дощем                               | 0,1            | 0,2            | 0,3            | 2              | 11             | 16             | 18             | 15             | 16             | 7              | 1              | 0,2            | 87             |
| Днів зі снігом                             | 9              | 9              | 11             | 13             | 10             | 0,4            | 0              | 0              | 0,3            | 9              | 11             | 8              | 81             |
| Вологість повітря, %                       | 63             | 63             | 88             | 77             | 84             | 88             | 89             | 86             | 80             | 70             | 66             | 63             | 75             |
| ------------------------------------------ | -------------- | -------------- | -------------- | -------------- | -------------- | -------------- | -------------- | -------------- | -------------- | -------------- | -------------- | -------------- | -------------- |